# فرد روي كروغ
فرد روي كروغ (بالإنجليزية: Fred Roy Krug)‏ هو مخرج أمريكي، ولد في 30 أغسطس 1929.

## وصلات خارجية
- فرد روي كروغ على موقع IMDb (الإنجليزية)
- فرد روي كروغ على موقع قاعدة بيانات الفيلم (الإنجليزية)
- فرد روي كروغ على موقع كينوبويسك (الروسية)